# Sophus Bauditz
Sophus Gustav Bauditz, född 23 oktober 1850 och död 16 augusti 1915, var en dansk författare. Bauditz, vars far var överste, tillhörde en gren av den tyska adliga ätten Baudissin.
Han tog juristexamen 1875 och blev 1900 direktör för Köpenhamns skolväsen. I en tid då de flesta andra danska författare skrev analyserande romaner och psykologiska noveller var han en representant för en mer traditionell skönlitteratur.
Han tilldelades professors namn.

## Utmärkelser
- Riddare av Dannebrogorden,  1894[2]
- Dannebrogsmännens hederstecken,  1905[2]

[Redigera Wikidata]